# George Meyer (Mediziner)
George Henry Sidney Meyer  (* 13. Juli 1860 in Berlin; † 17. Juli 1923 ebenda) war ein deutscher Mediziner. 

## Leben
Meyer studierte Medizin in Berlin mit der Promotion 1882. Danach war er Assistent an der städtischen Frauen-Siechenanstalt, war praktischer Arzt und Leiter des Berliner Rettungsamts. Er hatte den Professorentitel.
Er befasste sich mit Krankentransport, Krankenpflege und Rettungswesen, auch in historischer Hinsicht. Dabei bemühte er sich auch um die Verbesserung der Technik durch einige Erfindungen (Spritzen, Operationstisch, Lagerung für Krankentransport, Verbands- und Instrumentenkästen, Verbandpäckchen). Später befasste er sich mit Krebsforschung. Er war ab 1902 Generalsekretär des 1900 unter wesentlicher Beteiligung von Ernst von Leyden (den Meyer dazu angeregt hatte) gegründeten Komitees für Krebssammelforschung (Vorläufer der Deutschen Krebsgesellschaft) und Schriftleiter der Zeitschrift für Krebsforschung, der ersten Zeitschrift für Onkologie. Aufgrund seiner jüdischen Herkunft geriet er in der Zeit des Nationalsozialismus (und lange danach) in Vergessenheit.
Er war Autor in der Real-Encyclopädie der gesammten Heilkunde. Ab 1899 war er Herausgeber des Deutschen Kalenders für Krankenpflegerinnen und Krankenpfleger in Frankfurt am Main.
Er besaß eine wertvolle Medizin-Bibliothek, besonders in Hinblick auf Gesundheitswesen und Krankenpflege.

## Schriften
- Das Samariter- und Rettungswesen im Deutschen Reich, München 1897
- Sanitäre Einrichtungen in London mit besonderer Berücksichtigung des Rettungs- und Krankentransportwesens, Braunschweig 1898
- Herausgeber mit Georg Liebe, Paul Jacobsohn: Handbuch der Krankenversorgung und Krankenpflege, Berlin, ab 1898